# Syzygium formosanum
Syzygium formosanum,  es una especie de árbol perteneciente a la familia de las mirtáceas. 

## Descripción
Son arbustos o árboles, que alcanzan un tamaño de 3-4 m de altura. Las ramas con 4-ángulos o cilíndricas, de color gris o blanco grisáceo, glabras o papiladas. Pecíolo de 0,8-1,2 cm, delgado; limbo elíptico-obovado, elíptico u oblongo, de 4.5-6 × 1.5 a 2.7 cm o más ancho, coriáceas, de color marrón envés grisáceo a marrón amarillento cuando está seco . Las inflorescencias terminales y en las axilas apicales en las ramas, en cimas dispuestas en panículas, de 3-3.5 (-6) cm, 2 - o 3-ramificada; el pedúnculo ligeramente estriado; brácteas aciculadas. Los botones florales ovoides, de 2-2.5 mm.  Frutas de color rojo oscuro, redondeadas de 10 × 7-8 mm. Fl. feb-mar, fr. diciembre-enero.

## Distribución y hábitat
Se encuentra en los bosques de hojas anchas siempre verdes, bosques secundarios, orillas de caminos; a una altitud de 400-800 metros en Taiwán.

## Propiedades
La planta contiene el principio activo ácido betulínico.

## Taxonomía
Syzygium formosanum fue descrita por  (Hayata) Mori y publicado en Transactions of the Natural History Society of Taiwan 28: 439. 1938.
Etimología
Syzygium: nombre genérico que deriva del griego: syzygos y significa "unido, reunido"
formosanum: epíteto geográfico latíno que alude a su localización en Formosa.
Sinonimia
- Eugenia acutisepala Hayata
- Eugenia formosana Hayata
- Syzygium acutisepalum (Hayata) Mori[5]

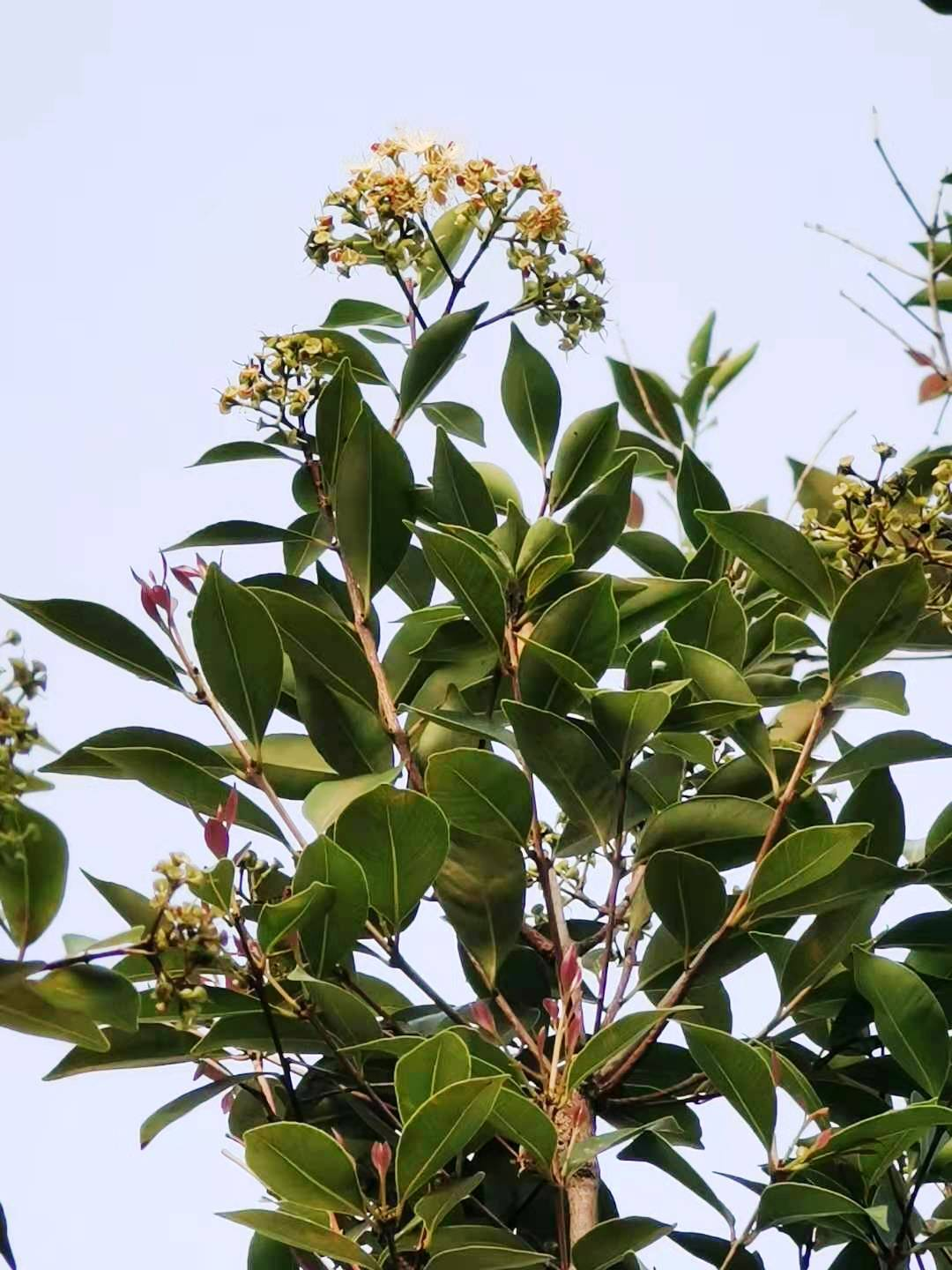
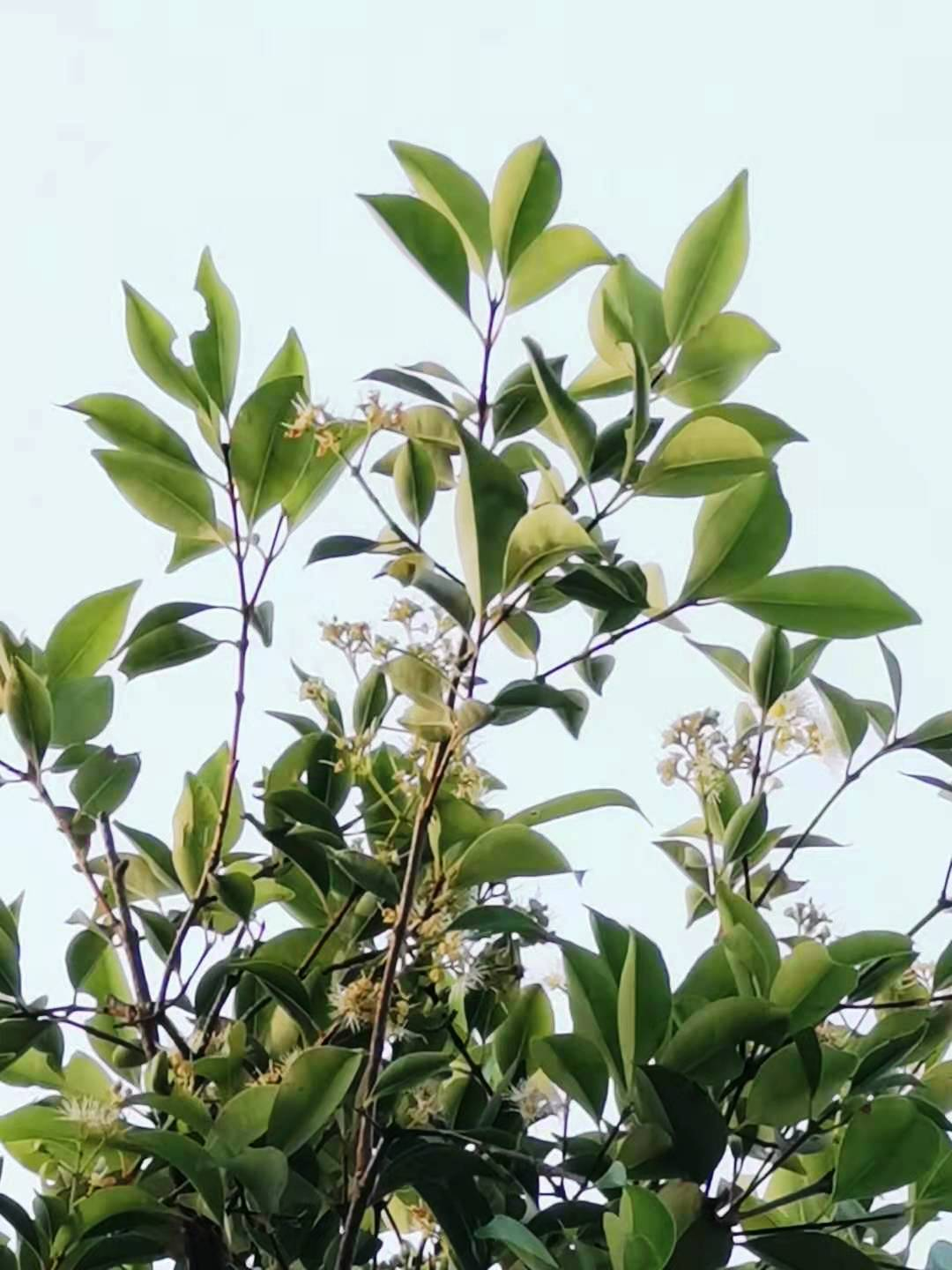
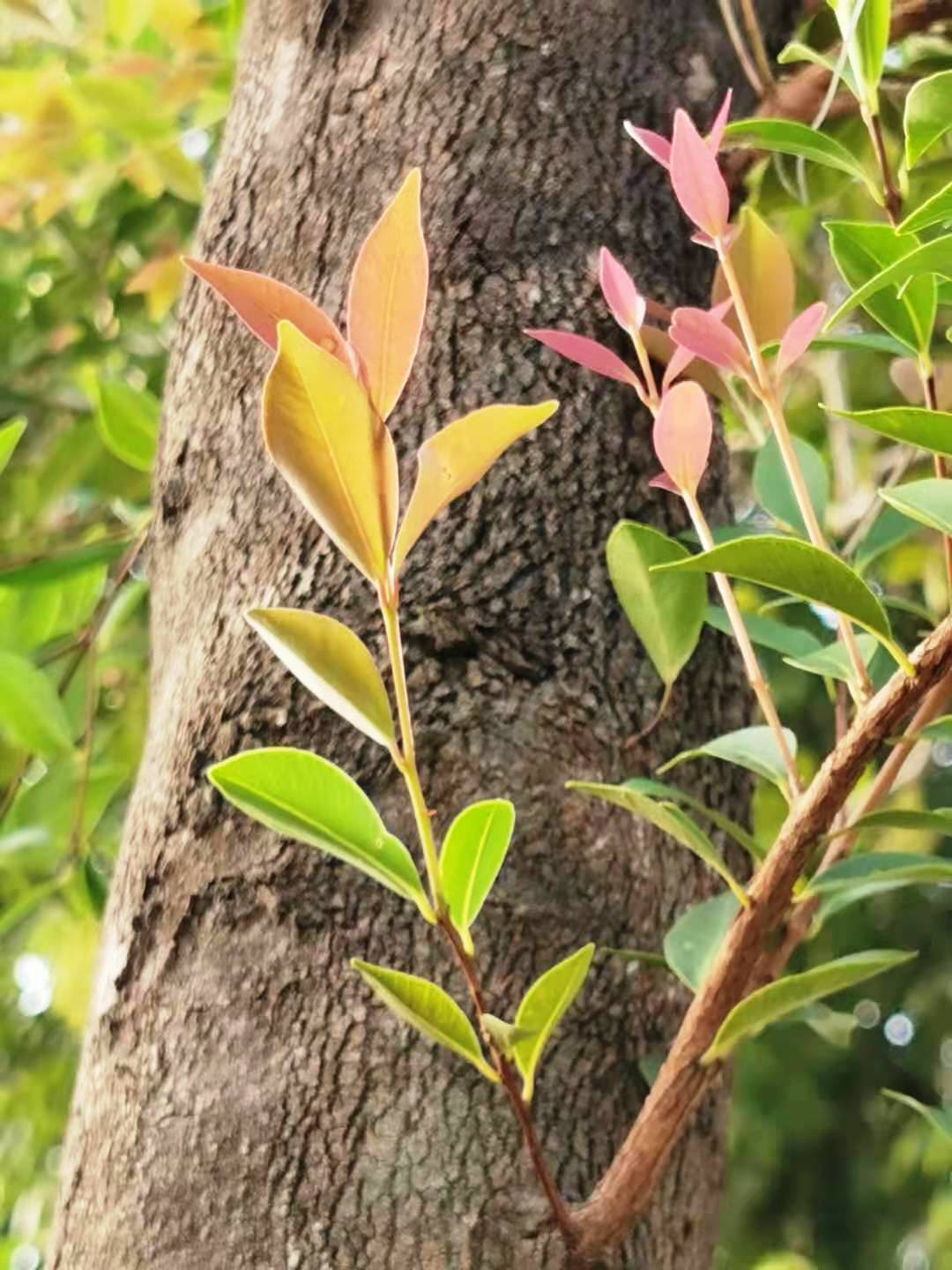
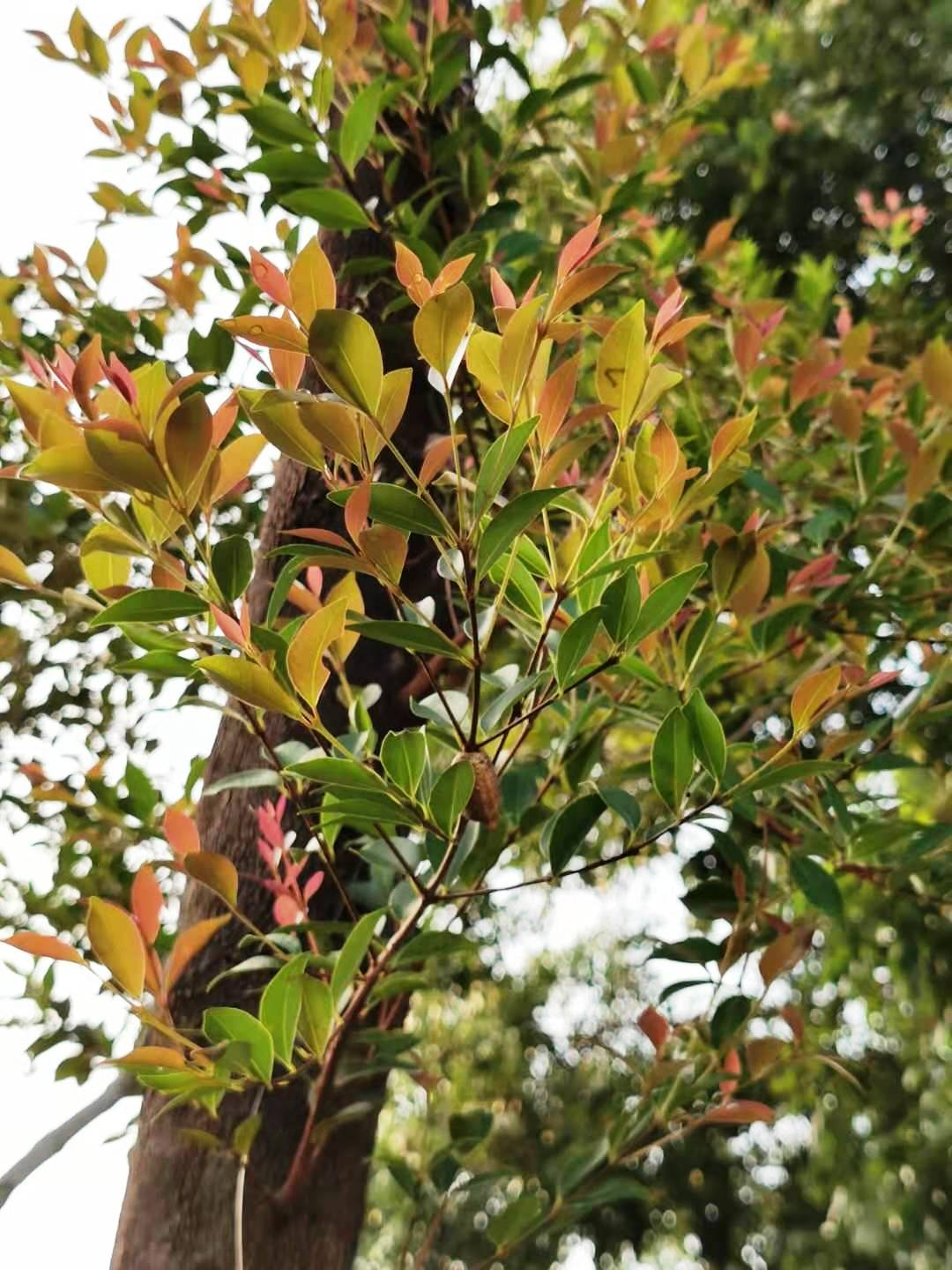
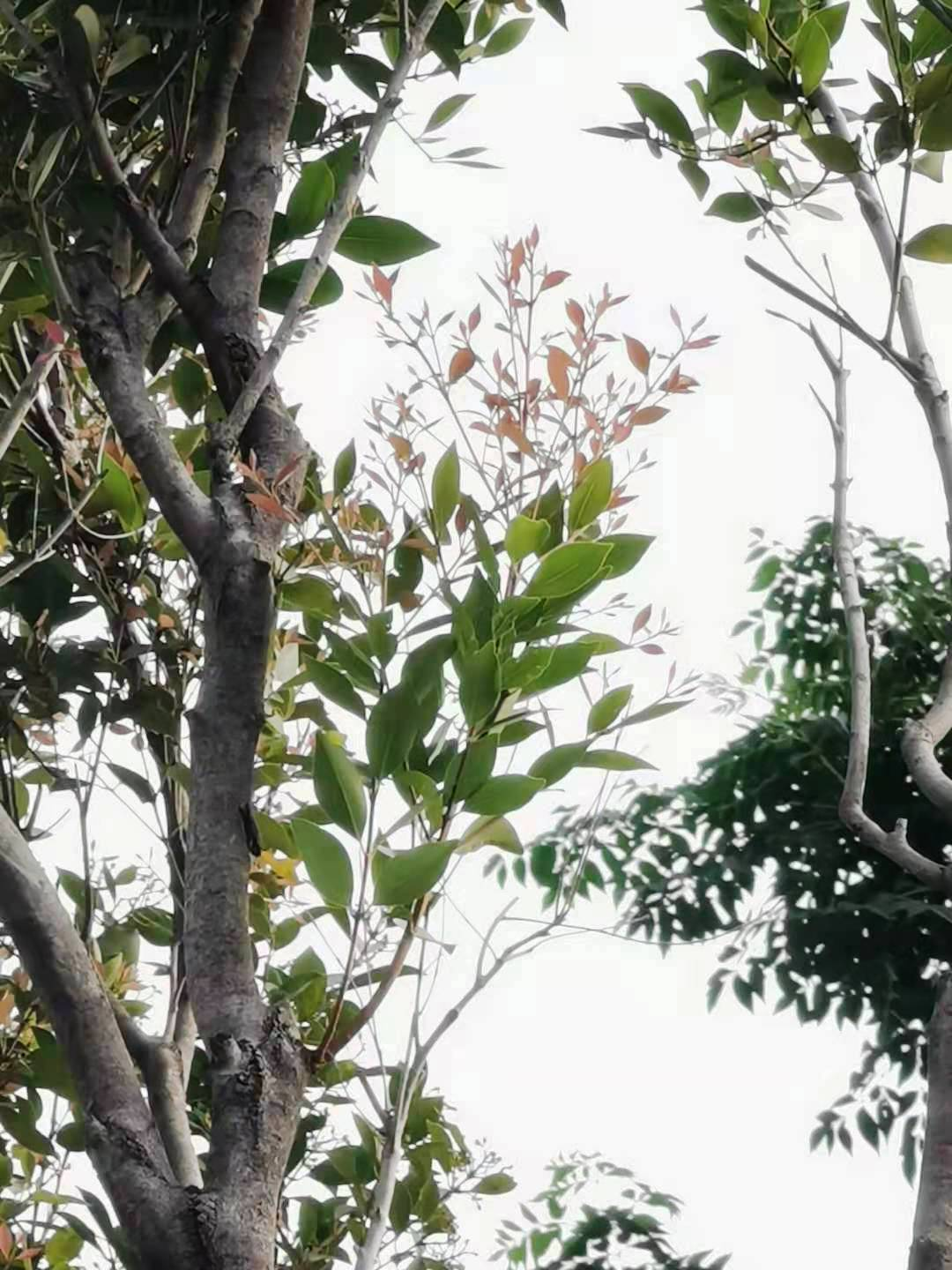
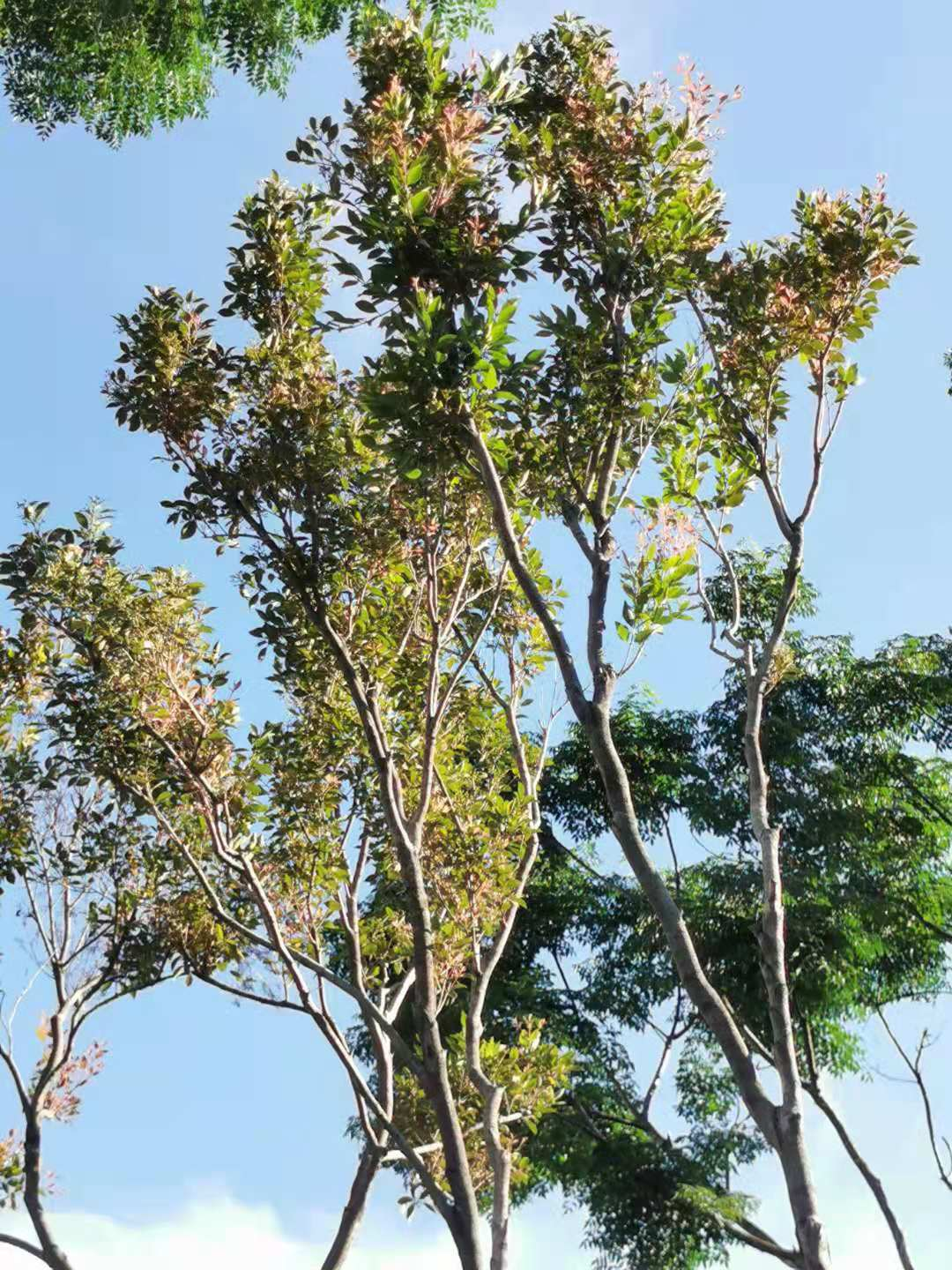